# 1912年ストックホルムオリンピックのドイツ選手団
1912年ストックホルムオリンピックのドイツ選手団（1912ねんストックホルムオリンピックのドイツせんしゅだん）は、1912年5月5日から7月27日にかけてスウェーデンの首都ストックホルムで開催された1912年ストックホルムオリンピックのドイツ選手団、およびその競技結果。

## 概要
今大会は金メダル5個、銀メダル13個、銅メダル7個の合計25個のメダルを獲得した。

## メダル
| メダル | 選手名                                        | 競技   | 種目               |
| ------ | --------------------------------------------- | ------ | ------------------ |
| 金     | ハインリヒ・ションブルク ドロテア・ケーリング | テニス | 混合ダブルス屋外   |
| 銀     | ハンス・ブラウン                              | 陸上   | 男子400m           |
| 銀     | ハンス・リーシェ                              | 陸上   | 男子走高跳         |
| 銀     | オットー・ファール                            | 競泳   | 男子100m背泳ぎ     |
| 銀     | ドロテア・ケーリング                          | テニス | 女子シングルス屋外 |
| 銅     | オスカー・クロイツァー                        | テニス | 男子シングルス屋外 |